# Lilla Metesjön
Lilla Metesjön är en sjö i Laxå kommun i Västergötland och ingår i Motala ströms huvudavrinningsområde. Lilla Metesjön ligger i Tivedens nationalpark (västra) Natura 2000-område. Sjöns area är 0,0055 kvadratkilometer och den är belägen 167 meter över havet.